# Thibault Bénistant
Thibault Bénistant (Avignon, 31 juli 2002) is een Frans motorcrosser.

## Carrière
In 2018 reed Bénistant zijn eerste seizoen in het EMX125-kampioenschap, op Yamaha. Hij wist drie reeksen te winnen en werd op het einde van het seizoen kampioen in deze categorie, voor Mattia Guadagnini en Rene Hofer.
In 2019 maakte Bénistant de overstap naar het EMX250-kampioenschap. Hij haalde het podium in zijn thuiswedstrijd in Saint-Jean-d'Angély en eindigde vijfde in het eindklassement. In 2020 werd Bénistant kampioen in de EMX250-klasse na acht reeksen en zes wedstrijden te winnen. Slechts drie dagen na het behalen van de titel, maakte Bénistant zijn debuut in het wereldkampioenschap motorcross MX2. Hij maakte indruk met twee top 3-finishes en haalde de algemene top 5 in zijn derde wedstrijd ooit in deze klasse.
In 2021 maakte Bénistant de definitieve overstap naar de MX2-klasse, waar hij uitkomt voor het fabrieksteam van Yamaha als teamgenoot van Jago Geerts en Maxime Renaux. Hij moest de laatste twee wedstrijden van het seizoen missen door een blessure, maar maakte gedurende het seizoen wel indruk door zijn eerste reeks te winnen tijdens de GP van Italië in Maggiora, gevolgd door nog een reekszege en het eindpodium tijdens de GP van Tsjechië in Loket. Benistant werd achtste in de eindstand.
In 2022 moest Bénistant de eerste drie wedstrijden van het seizoen missen door een knieblessure. Voor het einde van het seizoen wist hij vier reeksen te winnen en zeven keer in de top 3 te finishen. Hij behaalde ook zijn eerste GP-zege uit zijn carrière tijdens de GP van Duitsland in Teutschenthal. Benistant werd uiteindelijk nog vijfde in de eindstand.

## Palmares
| 1 | 12-06-2022 | Duitsland   | Teutschenthal     |
| 2 | 10-04-2023 | Zwitserland | Frauenfeld        |
| 3 | 21-05-2023 | Frankrijk   | Villars-sous-Écot |